# Giselina cristata
Giselina cristata is een eenoogkreeftjessoort uit de familie van de Giselinidae. De wetenschappelijke naam van de soort is voor het eerst geldig gepubliceerd in 2000 door Martínez Arbizu.